# Інтерактивне мистецтво

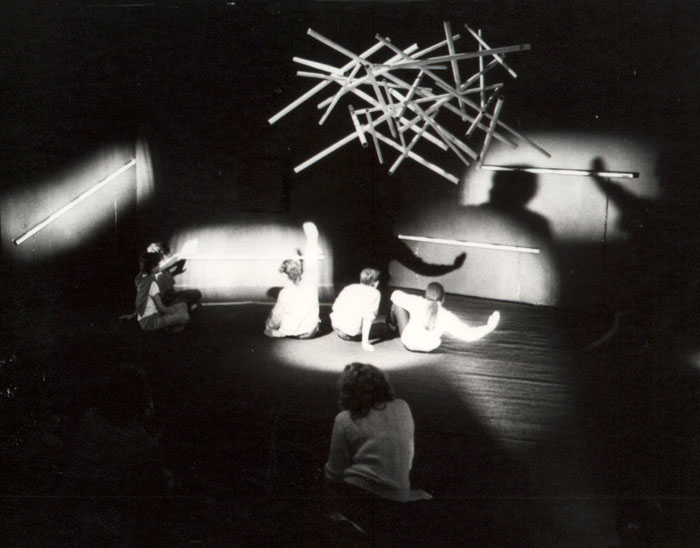
Музична кімната (1983), Жан-Роберт Седано та Сольвейг де Орі Монпельє (Франція)

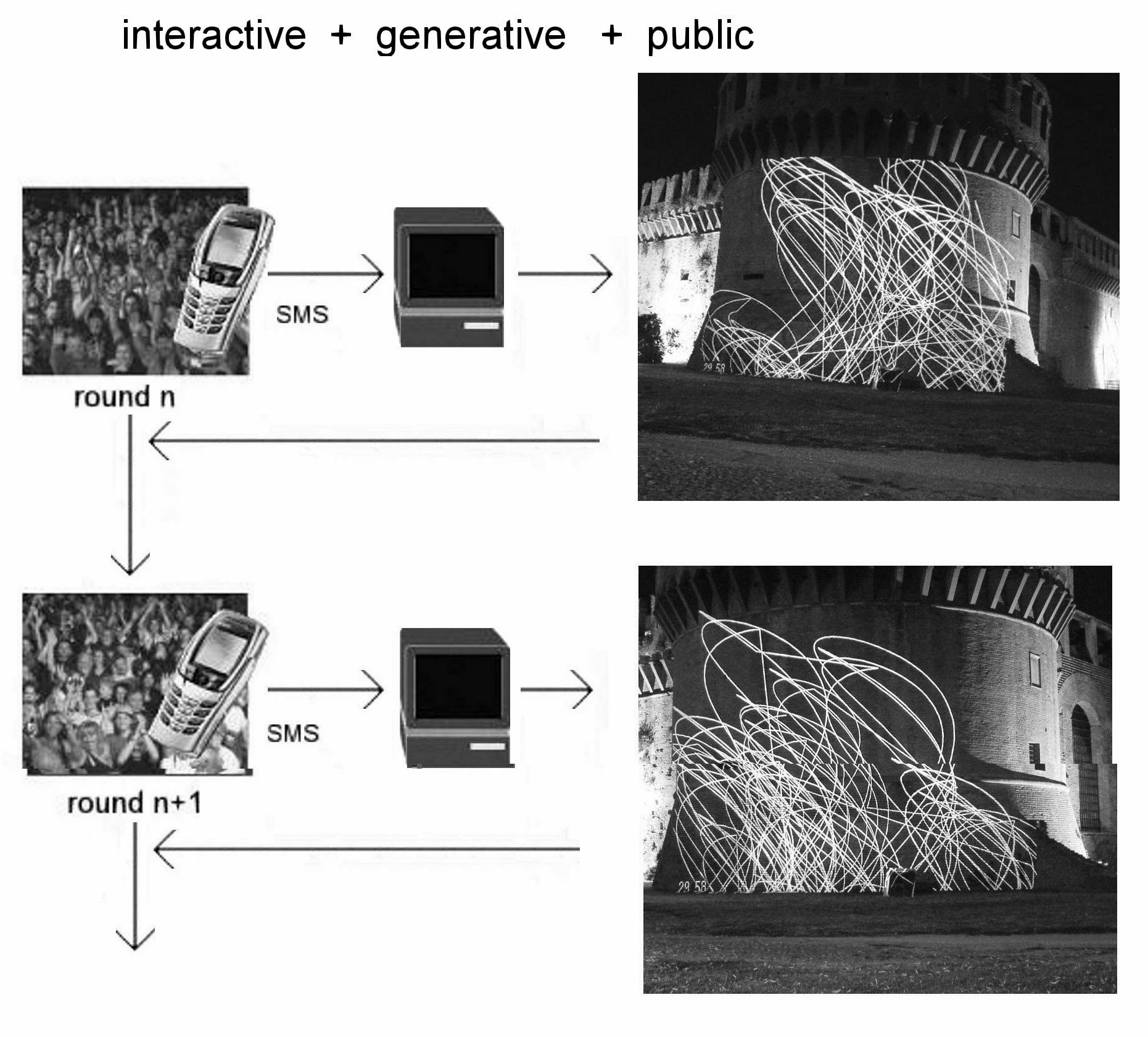
Мауріціо Болоньїні, Серія " Колективний розум машин "(2000

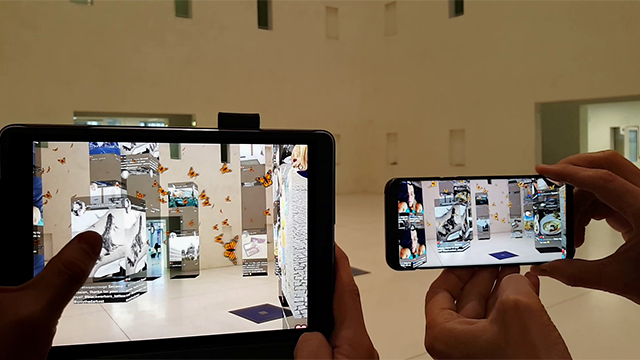
10.000 Moving Cities (2018), Марк Лі, багатокористувацька гра з доповненою реальністю, артінсталяція

Інтерактивне мистецтво — це різновид медіа-мистецтва, який залучає глядача до участі у мистецькому процесі. Деякі інтерактивні мистецькі інсталяції досягають цього, дозволяючи спостерігачеві оглядати художній об'єкт. Інші передбачають, щоб глядач сам став частиною твору мистецтва.
Твори цього виду мистецтва часто створюються з використання комп'ютерів, інтерфейсів, а іноді і датчиків для реагування на рух, зміни темпаратур, метеорологічні зміни або інші типи змін. Більшість зразків віртуального нет-арту та електронного мистецтва є високоінтерактивними. Іноді відвідувачі можуть переміщатись в гіпертекстовому середовищі. Деякі твори отримують текстовий або візуальний ввід ззовні. Іноді аудиторія може впливати на хід вистави або навіть брати в ній участь.
Хоча деякі з найперших зразків інтерактивного мистецтва датуються 20-ми роками, більшість творів цифрового мистецтва офіційно не потрапили у мистецький світ до кінця 1990-х. З моменту цього дебюту значна кількість музеїв та майданчиків все частіше долучається до виробництва цифрових та інтерактивних творів мистецтва. Цей жанр мистецтва продовжує зростати і розвиватися дещо стрімко через субкультуру в Інтернеті, а також через масштабні міські інсталяції.

## Інтерактивність у мистецтві

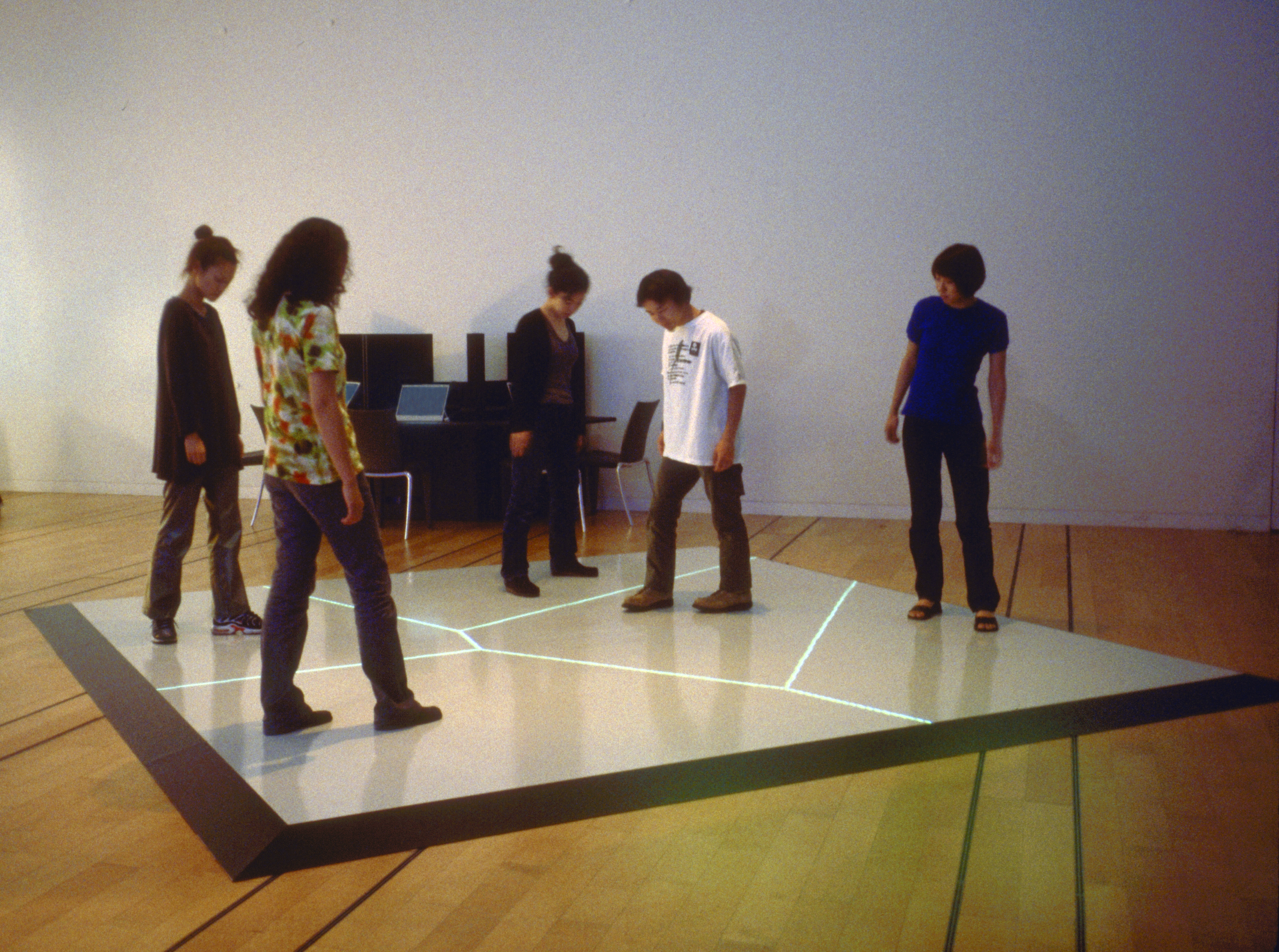
Граничні функції (1998), інтерактивна проєкція підлоги Скоттом Сніббе в Інтеркоммунікаційному центрі NTT у Токіо.

Інтерактивне мистецтво — жанр мистецтва, в якому глядачі беруть участь у створенні предмета мистецтва, надаючи інформацію для визначення результату. На відміну від традиційних видів мистецтва, де взаємодія глядача — це лише розумова подія, інтерактивність дозволяє здійснювати різні види пошуку, встановлення або внеску в твір мистецтва, що виходить далеко за межі чисто розумової діяльності. Інтерактивність як засіб створює сенс твору мистецтва.
Інтерактивні мистецькі інсталяції, як правило, працюють на комп'ютері і часто покладаються на датчики, які вимірюють температуру, реагують на рух, близькість та інші метеорологічні явища, які запрограмували для отримання відповідей на основі дій учасника. В інтерактивних творах мистецтва як спостерігач, так і машина працюють разом, щоб створити абсолютно унікальну ілюстрацію для кожної аудиторії для спостереження. Однак не всі спостерігачі уявляють одну і ту ж картину. Оскільки це інтерактивне мистецтво, кожен спостерігач робить власну інтерпретацію твору мистецтва, і вона може відрізнятись від поглядів іншого спостерігача.
Інтерактивне мистецтво відрізняється від генеративного мистецтва тим, що воно є діалогом між ілюстрацією та учасником; зокрема, учасник має свободу дії або здатність, навіть ненавмисно, впливати на твір мистецтва, і, крім того, його запрошують робити це в контексті твору, тобто робота передбачає взаємодію. Ми можемо вважати, що робота враховує свого відвідувача. У дедалі більшій кількості випадків інсталяція можі буде визначена як адаптивне середовище, особливо те, що створене архітекторами та дизайнерами. На відміну від цього, генеративне мистецтво, яке може бути інтерактивним, але не адаптивне як таке, має тенденцію бути монологом — витвір мистецтва може змінюватися або еволювати в присутності глядача, але глядач може не бути залученим у реакції, а просто насолоджуватися процесом.

## Історія
На думку сучасного медіа-художника та теоретика  Моріса Бенаюна, першим твором інтерактивного мистецтва слід вважати роботу, виконану Парразієм під час його мистецького конкурсу із Зевсісом, описаного Плінієм, у V столітті до нашої ери, коли Зевсіс намагався розкрити намальовану завісу. Робота набуває свій зміст від жесту Зевсіса і без нього не існувала б. Зевсіс своїм жестом став частиною праці Паррасія. Це вказує на те, що специфіка інтерактивного мистецтва менше полягає у використанні комп'ютерів, ніж у якості запропонованих «ситуацій» та залученні «Іншого» у процесі строрення сенсу . Тим не менш, комп'ютери полегшили це завдання і відкрили поле віртуальності — потенційного виникнення несподіваних (хоча можливо заздалегідь написаних) майбутніх подій — для сучасного мистецтва.
Деякі з найперших прикладів інтерактивного мистецтва були створені ще в 1920-х роках. Прикладом є твір Марселя Дюшана під назвою Ротаційні скляні пластини . Твір передбав щоб глядач включив машину і знаходився на відстані одного метра, щоб побачити оптичну ілюзію.
Нинішня ідея інтерактивного мистецтва почала розвиватися в 1960-х роках з частково політичних причин. Тоді багато людей вважали недоречним, щоб художники несли лише творчу силу в своїх роботах . Ті митці, які дотримувались цього погляду, хотіли надати аудиторії їх власну участь у мистецькому процесі. Ранній приклад можна знайти на початку 1960-х років у «картині-зміни» Роя Аскотта, про якого Френк Поппер писав: «Аскотт був одним із перших художників, які започаткували загальну участь глядачів». Окрім «політичної» точки зору, сьогодні також зрозуміло, що взаємодія та залучення глядача мали позитивну роль у творчому процесі .
У 1970-х художники почали використовувати нові технології, щоб експериментувати з живими виставами та взаємодіяти через пряму трансляцію відео та аудіо.
Інтерактивне мистецтво стало важливим явищем завдяки появі комп'ютерної інтерактивності в 90-х роках. Разом із цим з'явився новий вид мистецького досвіду. Аудиторія та машини тепер могли легше співпрацювати у діалозі, з метою створення унікального твору мистецтва для будь-якої аудиторії. Наприкінці 1990-х музеї та галереї почали все частіше залучати форми мистецтва у свої шоу, деякі навіть присвячували їм цілі виставки. Це продовжується сьогодні і лише поширюється завдяки збільшенню комунікацій за допомогою цифрових носіїв.
За останні 10–15 років була створена гібридна динамічна дисципліна, що спирається на спільні інтереси окремих художників та архітекторів. Межі дисципліни стираються, і значна кількість архітекторів та інтерактивних дизайнерів долучили цифрових художників до створення нових інтерфейсів і покращення в методах отримання вводу спостерігача.

## Форми
Існує багато різних форм інтерактивного мистецтва, такі як інтерактивний танець, музика та навіть драма. Нові технології, насамперед комп'ютерні, започаткували новий клас інтерактивного мистецтва. Прикладами такого інтерактивного мистецтва є інсталяційне мистецтво, інтерактивна архітектура, інтерактивний фільм та інтерактивний сторітеллінг . Оскільки в інтерактиві є передбачуваний учасник, інтерактивне мистецтво має глибокий зв'язок із мистецтвом перформансу.

## Вплив
Естетичний вплив інтерактивного мистецтва є глибшим, ніж очікувалося.
Прихильники більш «традиційного» сучасного мистецтва вбачають у використанні комп'ютерів спосіб врівноважити художні недоліки. Інші вважають, що мистецтво полягає не в досягненні формальної форми твору, а в розробці правил, які визначають еволюцію форми відповідно до якості діалогу.

## Події та місця
Існує низка всесвітньо важливих фестивалів та виставок інтерактивного та медіа-мистецтв. Prix Ars Electronica — це великий щорічний конкурс та виставка, яка присуджує нагороди видатним зразкам інтерактивного мистецтва (на базі технологій). Такі події відбуваються в Данії, Німеччині, Бразилії, Англії та інших країнах.
CAiiA, Центр перспективних досліджень в області інтерактивних мистецтв, вперше створений Роєм Аскоттом в 1994 році в Університеті Уельсу, штат Ньюпорт, а пізніше в 2003 році як Планетарний колегіум, став першим докторським та постдокторським дослідницьким центром, створеним спеціально для досліджень в сфері інтерактивного мистецтва .
Зараз інтерактивна архітектура встановлена на фасадах будівель та у складі них, у фойє, музеях та великих громадських просторах, включаючи аеропорти, у ряді великих міст. Провідні музеї, наприклад, Національна галерея, Музей Тейта, Вікторії та Альберта та Науковий музей у Лондоні були першими розробниками інтерактивних технологій, роблячи інвестиції в освітні ресурси, і пізніше, у творче використання MP3-програвачів для відвідувачів. У 2004 році музей Вікторії та Альберта доручив куратору та автору Люсі Буллівант написати «Responsive Environment» (2006) — першу публікацію такого роду. Інтерактивних дизайнерів часто замовляють для музейних експозицій; деякі з них спеціалізуються на обчислювальних носіях.

## Інструменти
- Wiring, перша платформа для прототипування електроніки з відкритим кодом, що складається з мови програмування, інтегрованого середовища розробки (IDE) та мікроконтролера з однією платою . Він був розроблений, починаючи з 2003 року Ернандо Барраганом, і був популяризований під назвою Arduino
- Набір інструментів фізичних обчислень / електроніки Arduino для інтерактивних об'єктів та інсталяцій
- Датчики та інтерфейси I-CubeX для інтерактивних носіїв
- Мова програмування Max / MSP для інтерактивних медіа
- Обробка (мова програмування), що використовується для багатьох інтерактивних художніх проектів
- OpenFrameworks — інструмент з відкритим кодом, подібний до Processing, що використовується для багатьох інтерактивних проектів
- Pure Data — мова програмування з відкритим кодом для інтерактивної комп'ютерної музики та мультимедійних творів